# Akis Sakellariou
Akis Sakellariou är en grekisk skådespelerare.

## Roller (i urval)
- (2004) - Mia Thalassa Makria
- (2003) - Pethaino Gia Sena TV-serie
- (2002) - Horevondas Sti Siopi TV-serie
- (2001) - Kato Apo Ta Asteria
- (2001) - I Foni TV-serie
- (2001) - Kolpo Grosso TV-serie
- (2001) - Lavirinthos
- (2000) - Ouden Provlima TV-serie
- (2000) - Strivein Dia Tou Arravonos TV-serie